# 鹽釜車站
鹽釜車站（日语：／ Shiogama eki */?）是由東日本旅客鐵道（JR東日本）的所經營鐵路車站，位於日本宮城縣鹽竈市。本站是JR東北本線的車站，屬於JR東日本仙台分社管轄的車站，並由本鹽釜車站負責管理。本站的站名雖然源自於所在地鹽竈市，但站名與行政區劃名在日文漢字上的寫法並不相同。有別於市名的寫法，站名的漢字寫為。
本站並非鹽竈市境內第一個以「鹽釜」為名的車站。目前的鹽釜車站是東北本線以原本的貨運用迂迴線（海線）取代由利府車站處折回的舊線（於1962年廢線的山線）時一併設置。在那之前市內原本還有一個位於鹽釜線上的「鹽釜車站」（大約位於今日仙石線本鹽釜車站附近），但在新的鹽釜車站啟用後改名為鹽釜港車站（塩釜港駅），並只保留貨運業務。之後鹽釜港車站在1997年鹽釜線廢線同時也一併廢站。

## 車站結構

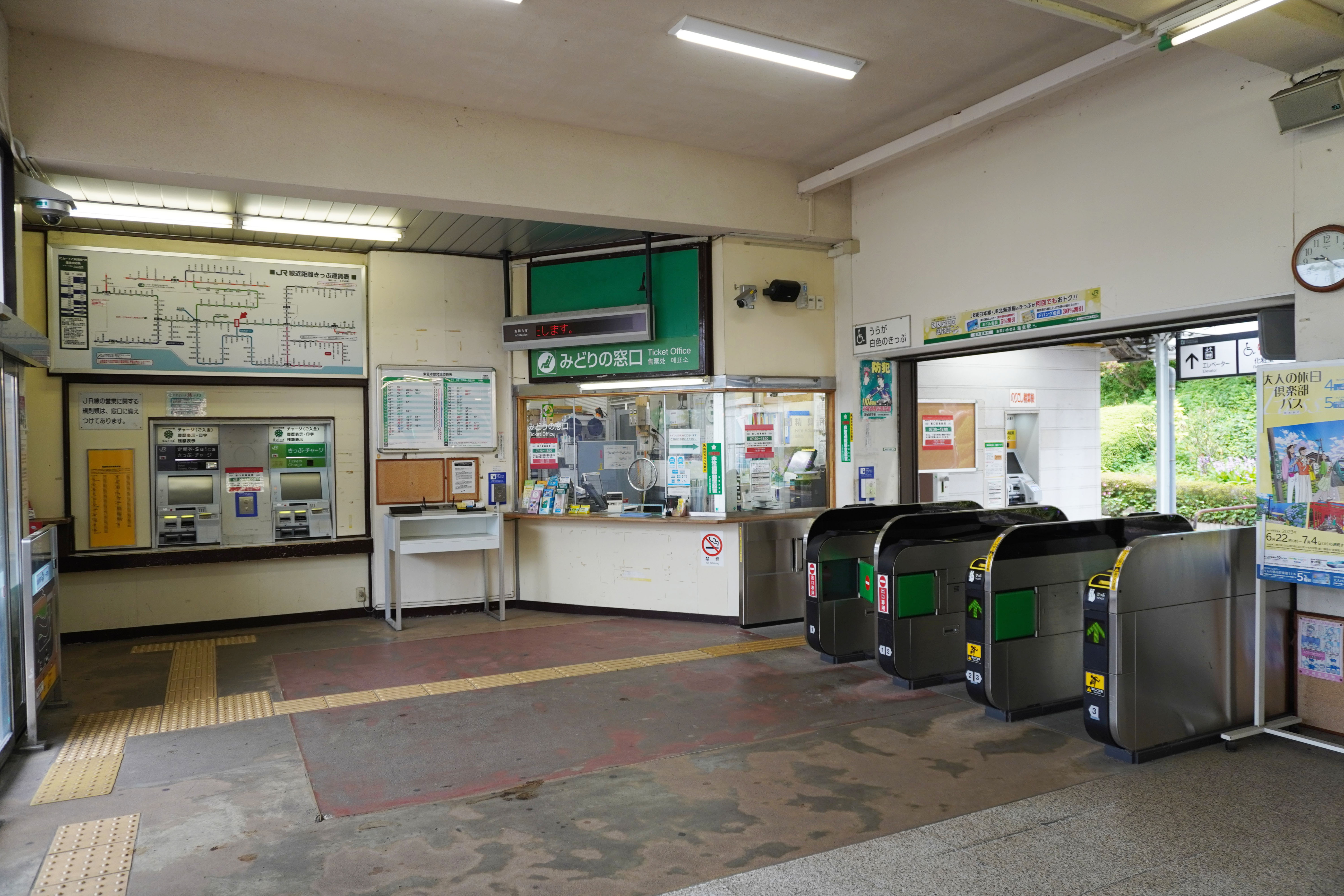
驗票閘口（2023年5月）

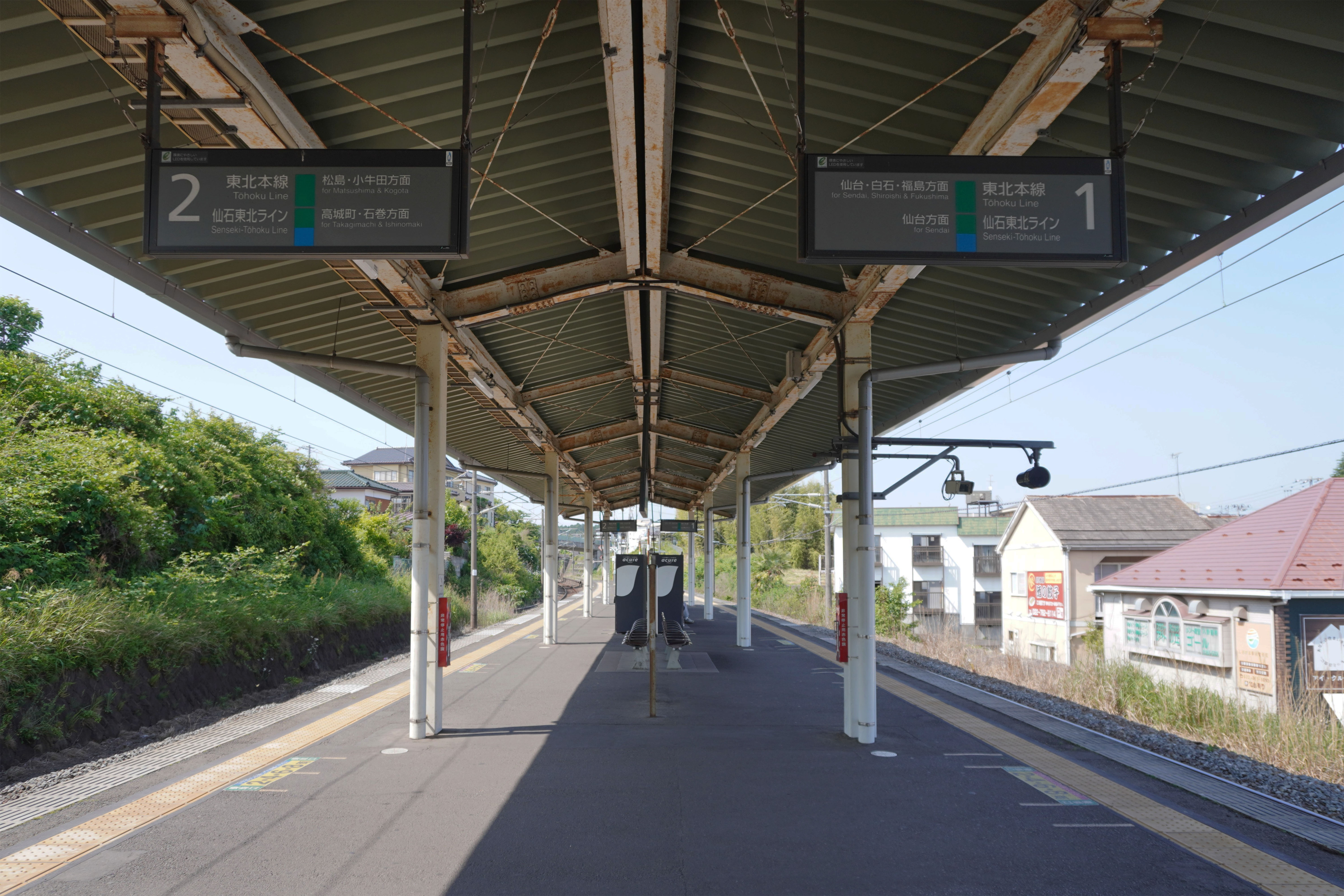
1號與2號月台（2023年5月）

本站為島式月台1面2線的地面車站，站房毗鄰懸崖，因此月台的高度比站房高出許多。

### 月台配置
| 月台 | 路線                          | 方向 | 目的地                   |
| ---- | ----------------------------- | ---- | ------------------------ |
| 1    | ■東北本線 （包括■仙石東北線） | 上行 | 仙台、白石、福島方向     |
| 2    | ■東北本線                     | 下行 | 松島、小牛田、一之關方向 |
| 2    | ■仙石東北線                   | 下行 | 高城町、石卷方向         |

## 相鄰車站
東日本旅客鐵道
■東北本線
■普通
國府多賀城－鹽釜－松島
■■仙石東北線
□特別快速、■快速（紅快速）
仙台－鹽釜－高城町
■快速（綠快速）
國府多賀城－鹽釜－（松島（通過））－高城町

## 外部連結
- （日語）鹽釜車站（JR東日本）（页面存档备份，存于）